# SPARQL
SPARQL (acronimo ricorsivo di SPARQL Protocol and RDF Query Language; alcuni lo pronunciano /ˈspɑːkl/, come la parola inglese sparkle, "scintillare" secondo la Received Pronunciation) è un linguaggio di interrogazione per dati rappresentati tramite il Resource Description Framework (RDF). Il framework di descrizione RDF è stato reso standard dal Data Access Working Group, un gruppo di lavoro del consorzio W3C, che lo ha reso raccomandazione ufficiale il 15 gennaio 2008.
SPARQL è uno degli elementi chiave delle tecnologie legate al paradigma noto come web semantico, e consente di estrarre informazioni dalle basi di conoscenza distribuite sul web. Il linguaggio RDF descrive i concetti e le relazioni su di essi attraverso l'introduzione di triple (soggetto-predicato-oggetto), e consente la costruzione di query basate su triple patterns, congiunzioni logiche, disgiunzioni logiche, e pattern opzionali.

## Esempio
Un esempio di interrogazione SPARQL che modella la domanda: "Quali sono tutte le capitali in Africa?":
```
PREFIX
 
abc
:
 
<http://example.com/exampleOntology#>

SELECT
 
?capital
 
?country

WHERE
 
{

  
?x
 
abc
:
cityname
 
?capital
 
;

     
abc
:
isCapitalOf
 
?y
 
.

  
?y
 
abc
:
countryname
 
?country
 
;

     
abc
:
isInContinent
 
abc
:
Africa
 
.

}

```

## Implementazioni SPARQL
Questa lista mostra alcuni triplestore ed API che offrono implementazioni del linguaggio SPARQL.
- 4store, su 4store.org. URL consultato il 15 marzo 2013 (archiviato dall'url originale il 6 agosto 2009).
- AllegroGraph
- Apache Marmotta
- ARC2, su github.com.
- ARQ
- BigData, su systap.com. URL consultato il 15 marzo 2013 (archiviato dall'url originale il 3 febbraio 2013).
- BrightstarDB, su brightstardb.com.
- Corese, su www-sop.inria.fr.
- D2R Server, su d2rq.org.
- Dydra, su dydra.com.
- Hercules, su hercules.arielworks.net.
- IBM DB2[6]
- Intellidimension Semantics Platform 2.0
- Jena
- KAON2
- Knowledge Explorer
- LUPOSDATE - Motore di query open source (Java) per SPARQL and RIF. I sorgenti sono disponibili su GitHub[7] ed è possibile provare un'applicazione demo[8]
- Meronymy SPARQL Database Server
- Mulgara, su mulgara.org.
- OntoBroker
- Ontop - è un motore per grafi virtuali, permettendo di accedere a base di dati relazionali tramite SPARQL
- Ontotext OWLIM
- Open Anzo, su openanzo.org. URL consultato il 15 marzo 2013 (archiviato dall'url originale il 4 settembre 2012).
- OpenLink Virtuoso
- Oracle DB Enterprise Ed.
- Parliament, su parliament.semwebcentral.org. URL consultato il 15 marzo 2013 (archiviato dall'url originale il 30 aprile 2014).
- Pellet
- Profium Sense[9]
- RAP RDF API for PHP, su www4.wiwiss.fu-berlin.de.
- RDF-3X
- RDF::Query, su code.google.com.
- Redland / Redstore
- SPARQL Engine, su sparql.sourceforge.net.
- SemWeb.NET, su razor.occams.info. URL consultato il 15 marzo 2013 (archiviato dall'url originale l'8 dicembre 2014).
- Sesame 2, su openrdf.org.
- Stardog
- StrixDB, su strixdb.com. URL consultato il 15 marzo 2013 (archiviato dall'url originale il 15 agosto 2020).
- SWObjects
- Twinql, su holygoat.co.uk. URL consultato il 15 marzo 2013 (archiviato dall'url originale il 12 febbraio 2013).
- Ultrawrap, su capsenta.com. URL consultato il 15 marzo 2013 (archiviato dall'url originale il 19 dicembre 2013).
- Web Query
- Wikidata Query Service[10]